# Aloe haggeherensis
Aloe haggeherensis är en grästrädsväxtart som beskrevs av T.A.Mccoy och John Jacob Lavranos. Aloe haggeherensis ingår i släktet Aloe och familjen grästrädsväxter.
Artens utbredningsområde är Socotra. Inga underarter finns listade i Catalogue of Life.